# Sherali Jurayev
Sherali Turayevich Jurayev (ur. 13 grudnia 1986) – uzbecki judoka. Olimpijczyk z Rio de Janiero 2016, gdzie zajął siedemnaste miejsce w wadze średniej.
Piąty na mistrzostwach świata w 2014; uczestnik zawodów w 2015, 2017 i 2018. Startował w Pucharze Świata w 2011, 2015 i 2016. Brązowy medalista igrzysk azjatyckich w 2018, a także mistrzostw Azji w 2015 i 2017, pierwszy w drużynie w 2016. Drugi na Uniwersjadzie w 2011 roku.

## Letnie Igrzyska Olimpijskie 2016
| Konkurencja | Eliminacje                    | Eliminacje           | Klas. końcowa |
| Konkurencja | Przeciwnik I                  | Przeciwnik II        | Miejsce       |
| ----------- | ----------------------------- | -------------------- | ------------- |
| 90 kg       | Abderrahmane Benamadi (ALG) Z | Marcus Nyman (SWE) P | 17.           |